# Fidiobia synergorum
Fidiobia synergorum är en stekelart som först beskrevs av Jean-Jacques Kieffer 1921.  Fidiobia synergorum ingår i släktet Fidiobia och familjen gallmyggesteklar. Inga underarter finns listade i Catalogue of Life.